# Аберлемно

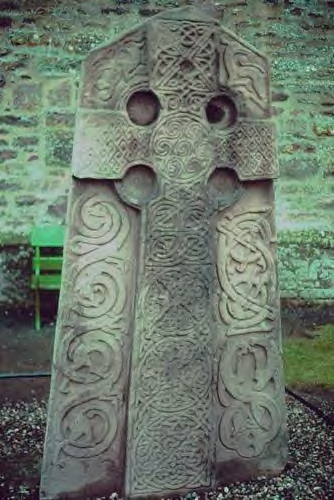
Один из «пиктских камней»

Аберлемно (англ. Aberlemno, гэльск. Obar Leamhnach) — небольшая деревня в округе Ангус в Шотландии. Главная её достопримечательность — три больших покрытых резными узорами пиктских камня (и один фрагмент), датируемых приблизительно VI − VII веками. Камни находятся под охраной организации «Историческая Шотландия» (англ. Historic Scotland). Доступ туристов открыт на протяжении всего года за исключением зимнего периода, когда камни накрывают деревянными коробками в целях предотвращения повреждения от холода.